# Mala Ljubina
Mala Ljubina je naseljeno mjesto u općini Foča, Republika Srpska, BiH. Mala Ljubina pripojena je naselju Velikoj Ljubini koja se pojavljuje na popisu 1961., a 1962. je upravno spojeno s naseljem Čagoštom u naselje Ljubinu.(Sl.list NRBiH, br.47/62). Nalazi se unutar luka koji tvori rječica koja se ulijeva u Vrbničku rijeku.